# アンドレイ・ゴルベフ
アンドレイ・アレクサンドロヴィチ・ゴルベフ（ロシア語: Андре́й Алекса́ндрович Го́лубев, 英語: Andrey Golubev, 1987年7月22日 - ）は、カザフスタンの男子プロテニス選手。ソビエト連邦（現ロシア）領のヴォルシスキー生まれで、現在はカザフスタンのアスタナに在住している。これまでにATPツアーでシングルスで1勝を挙げている。自己最高ランキングはシングルス33位、ダブルス65位。身長183cm、体重79kg。右利き、バックハンド・ストロークは片手打ち。

## 来歴
ゴルベフは6歳でテニスを始め、2005年にプロに転向。2008年からはカザフスタン国籍で大会に出場している。
2010年7月のドイツ国際オープンの決勝でユルゲン・メルツァーを6–3, 7–5で破りツアー初優勝を果たした。これはカザフスタン選手として初めてのATPツアー優勝である。2010年10月4日のランキングで自己最高の33位を記録している。
2014年3月のスイスとのデビスカップ準々決勝では第1戦で当時世界ランキング3位のスタニスラス・ワウリンカを7-6(5), 6-2, 3-6, 7-6(5)で破り、アレクサンドル・ネゾベソフと組んだダブルスもフェデラー/ワウリンカ組に6-4, 7-6(5), 4-6, 7-6(5)で勝利し2勝を挙げた。しかし2勝2敗で迎えた最終試合でゴルベフはロジャー・フェデラーに6-7(0), 2-6, 3-6で敗れチームも2勝3敗で敗退した。
ゴルベフは4大大会のシングルスでは2回戦進出が最高成績であるが、2014年全仏オープン男子ダブルスでサム・グロスと組みベスト4に進出している。

## ATPツアー決勝進出結果

### シングルス: 3回 (1勝2敗)
| 大会グレード                            |
| グランドスラム (0-0)                    |
| ATPワールドツアー・ファイナル (0-0)     |
| ATPワールドツアー・マスターズ1000 (0-0) |
| ATPワールドツアー・500シリーズ (1-0)    |
| ATPワールドツアー・250シリーズ (0–2)    |

| サーフェス別タイトル |
| ハード (0–2)         |
| クレー (1-0)         |
| 芝 (0-0)             |
| カーペット (0-0)     |

| 結果   | No. | 決勝日         | 大会                 | サーフェス    | 対戦相手             | スコア              |
| ------ | --- | -------------- | -------------------- | ------------- | -------------------- | ------------------- |
| 準優勝 | 1.  | 2008年10月26日 | サンクトペテルブルク | ハード (室内) | アンディ・マリー     | 1–6, 1–6            |
| 優勝   | 1.  | 2010年7月25日  | ハンブルク           | クレー        | ユルゲン・メルツァー | 6–3, 7–5            |
| 準優勝 | 2.  | 2010年10月3日  | クアラルンプール     | ハード (室内) | ミハイル・ユージニー | 7–6(2), 2–6, 6–7(3) |

### ダブルス: 1回 (0勝1敗)
| 結果   | No. | 決勝日       | 大会           | サーフェス | パートナー             | 対戦相手                                | スコア   |
| ------ | --- | ------------ | -------------- | ---------- | ---------------------- | --------------------------------------- | -------- |
| 準優勝 | 1.  | 2014年8月2日 | キッツビュール | クレー     | ダニエレ・ブラッチアリ | ヘンリ・コンティネン ヤルコ・ニエミネン | 1–6, 4–6 |

## 4大大会シングルス成績
略語の説明
| W | F | SF | QF | #R | RR | Q# | LQ | A | Z# | PO | G | S | B | NMS | P | NH |

W=優勝, F=準優勝, SF=ベスト4, QF=ベスト8, #R=#回戦敗退, RR=ラウンドロビン敗退, Q#=予選#回戦敗退, LQ=予選敗退, A=大会不参加, Z#=デビスカップ/BJKカップ地域ゾーン, PO=デビスカップ/BJKカッププレーオフ, G=オリンピック金メダル, S=オリンピック銀メダル, B=オリンピック銅メダル, NMS=マスターズシリーズから降格, P=開催延期, NH=開催なし.
| 大会           | 2007 | 2008 | 2009 | 2010 | 2011 | 2012 | 2013 | 2014 | 2015 | 2016 | 2017 | 通算成績 |
| -------------- | ---- | ---- | ---- | ---- | ---- | ---- | ---- | ---- | ---- | ---- | ---- | -------- |
| 全豪オープン   | LQ   | LQ   | 1R   | 2R   | 1R   | 2R   | LQ   | 1R   | 1R   | LQ   | LQ   | 2–6      |
| 全仏オープン   | A    | LQ   | 2R   | 1R   | 1R   | LQ   | LQ   | 1R   | 1R   | LQ   | A    | 1–5      |
| ウィンブルドン | LQ   | LQ   | 1R   | 1R   | 1R   | A    | A    | 1R   | A    | LQ   | A    | 0–4      |
| 全米オープン   | A    | 2R   | 1R   | 1R   | 1R   | LQ   | LQ   | 1R   | LQ   | LQ   |      | 1–5      |